# 1681 en littérature
| Années de la littérature : 1678 - 1679 - 1680 - 1681 - 1682 - 1683 - 1684    |
| Décennies de la littérature : 1650 - 1660 - 1670 - 1680 - 1690 - 1700 - 1710 |

Cet article présente les faits marquants de l'année 1681 en littérature.

## Événements
- 24 octobre[1] : André Félibien a achèvé le manuscrit de son Mémoires pour servir à l’histoire des Maisons royales et Bastimens de France (présentation en ligne) (publié en 1874).

## Parutions
- 11 février : privilège du roi pour l’impression de l’ouvrage de Jacques-Bénigne Bossuet, Discours sur l’histoire universelle : à Monseigneur le Dauphin, vol. 1, Paris, Sebastien Mabre-Cramoisy, 1681 (présentation en ligne).
- 1er août : Robert Knox signe la préface de son ouvrage An historical relation of the island Ceylon, in the East Indies, London, Richard Chiswell (présentation en ligne), traduit en français et publié en 1693 sous ce titre « Relation ou voyage de l'Isle de Ceylan ». Il y raconte sa captivité et son séjour à Ceylan.

- 17 novembre : John Dryden, Absalom and Achitophel : a poem, London, Jacob Tonson, 1681 (présentation en ligne), satire politique.

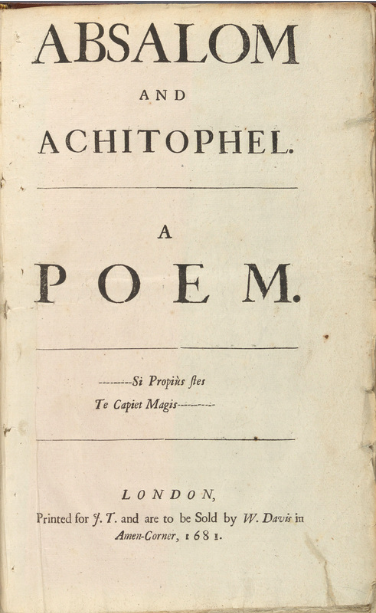
Page de titre dAbsalom et Achitophel.

- 1er décembre : achevé d’imprimer de la traduction de la future Madame Dacier : Les poésies d’Anacréon et de Sapho, traduites de grec en françois, avec des remarques par Mademoiselle Le Fèvre, Paris, Denys Thierry et Claude Barbin, 1681 (présentation en ligne).

- Jean Mabillon, De re diplomatica, Paris, Louis Billaine, 1681 (présentation en ligne).

## Décès
- 25 mai : Pedro Calderón de la Barca de Henao y Riaño, poète et auteur dramatique espagnol (né en 1600).
- Décembre : Charles Cotin, dit l'abbé Cotin, homme d'Église et poète français (né en 1604).